# Tour de Flandes femení
El Tour de Flandes femení és una cursa ciclista femenina que es disputa anualment a Bèlgica des del 2004. La cursa, com la seva versió masculina, és una de les més prestigioses del calendari i se la considera un dels Monuments. La ciclista belga Lotte Kopecky té el rècord de triomfs, amb tres victòries. La segueixen les ciclistes neerlandeses Mirjam Melchers, Annemiek van Vleuten, l'alemanya Judith Arndt, i l'italiana Elisa Longo Borghini.
Des del seu inici fins al 2015, va formar part del calendari de la Copa del món de ciclisme en ruta femení. Des del 2016, és una de les proves de l'UCI Women's WorldTour, la competició d'elit femenina de primer nivell del ciclisme. Des de la primera edició, els organitzadors han inclòs més pujades i han ampliat la cursa de manera progressiva des dels 94 km del 2004 fins a més de 160 km.
A partir del 2021, els organitzadors de la cursa Flanders Classics han deixat de banda la part "per a dones" del nom al seu lloc web i la cursa femenina ara comparteix el nom Tour de Flandes amb la cursa masculina. Per a distingir entre les dues curses, es classifiquen com "Elite Home" i "Elite Women".

## Palmarès
| Any  | Vencedor                    | Segon                  | Tercer                      |
| ---- | --------------------------- | ---------------------- | --------------------------- |
| 2004 | Zulfià Zabírova             | Trixi Worrack          | Leontien van Moorsel        |
| 2005 | Mirjam Melchers             | Susanne Ljungskog      | Monia Baccaille             |
| 2006 | Mirjam Melchers             | Christiane Soeder      | Loes Gunnewijk              |
| 2007 | Nicole Cooke                | Zulfià Zabírova        | Marianne Vos                |
| 2008 | Judith Arndt                | Kristin Armstrong      | Kirsten Wild                |
| 2009 | Ina-Yoko Teutenberg         | Kirsten Wild           | Emma Johansson              |
| 2010 | Grace Verbeke               | Marianne Vos           | Kirsten Wild                |
| 2011 | Annemiek van Vleuten        | Tatiana Antóixina      | Marianne Vos                |
| 2012 | Judith Arndt                | Kristin Armstrong      | Joëlle Numainville          |
| 2013 | Marianne Vos                | Ellen van Dijk         | Emma Johansson              |
| 2014 | Ellen van Dijk              | Lizzie Armitstead      | Emma Johansson              |
| 2015 | Elisa Longo Borghini        | Jolien D'Hoore         | Anna van der Breggen        |
| 2016 | Lizzie Armitstead           | Emma Johansson         | Chantal Blaak               |
| 2017 | Coryn Rivera                | Gracie Elvin           | Chantal Blaak               |
| 2018 | Anna van der Breggen        | Amy Pieters            | Annemiek van Vleuten        |
| 2019 | Marta Bastianelli           | Annemiek van Vleuten   | Cecilie Uttrup Ludwig       |
| 2020 | Chantal van den Broek-Blaak | Amy Pieters            | Lotte Kopecky               |
| 2021 | Annemiek van Vleuten        | Lisa Brennauer         | Grace Brown                 |
| 2022 | Lotte Kopecky               | Annemiek van Vleuten   | Chantal van den Broek-Blaak |
| 2023 | Lotte Kopecky               | Demi Vollering         | Elisa Longo Borghini        |
| 2024 | Elisa Longo Borghini        | Katarzyna Niewiadoma   | Shirin van Anrooij          |
| 2025 | Lotte Kopecky               | Pauline Ferrand-Prévot | Liane Lippert               |